# Йемен на Азиатских играх
Йемен принимает участие в летних Азиатских играх с 1990 года, в зимних Азиатских играх не участвовали.
На летних Играх (в составе единой команды) спортсмены Йемена завоевали в сумме 2 медали, обе бронзовые, в командном медальном зачёте Йемен занимает 43-е место.
В летних Играх 1982 участвовали две отдельные команды — Северного Йемена (Йеменской Арабской Республики, ЙАР) и Южного Йемена (Народной Демократической Республики Йемен, НДРЙ); команда Северного Йемена (ЙАР) участвовала и в летних Играх 1986.

## Медальный зачёт

### Медали на летних Азиатских играх
| Год   | Золото | Серебро | Бронза | Всего | Место |
| 1990  | 0      | 0       | 0      | 0     | —     |
| 1994  | 0      | 0       | 0      | 0     | —     |
| 1998  | 0      | 0       | 0      | 0     | —     |
| 2002  | 0      | 0       | 1      | 1     | 36    |
| 2006  | 0      | 0       | 1      | 1     | 36    |
| 2010  | 0      | 0       | 0      | 0     | —     |
| 2014  | 0      | 0       | 0      | 0     | —     |
| 2018  | 0      | 0       | 0      | 0     | —     |
| 2022  | 0      | 0       | 0      | 0     | —     |
| Всего | 0      | 0       | 2      | 2     | 43    |